# Сан Либерато (Терни)
Сан Либерато је насеље у Италији у округу Терни, региону Умбрија.
Према процени из 2011. у насељу је живело 590 становника. Насеље се налази на надморској висини од 76 м.